# Selección de fútbol sala de Tahití
La selección de fútbol sala de Tahití es el equipo representativo de la Polinesia Francesa en las competiciones oficiales. Está administrada por la Federación de Fútbol de Tahití, miembro de la OFC y la FIFA.
A pesar de ser un seleccionado relativamente joven, ya que jugó su primer partido en 2008, posee en su haber tres subcampeonatos en el Campeonato de Futsal de la OFC, conseguidos en las ediciones de 2008, 2011 y 2023.

## Estadísticas

### Copa Mundial de Futsal FIFA
| Copa Mundial de fútbol sala de la FIFA | Copa Mundial de fútbol sala de la FIFA | Copa Mundial de fútbol sala de la FIFA | Copa Mundial de fútbol sala de la FIFA | Copa Mundial de fútbol sala de la FIFA | Copa Mundial de fútbol sala de la FIFA | Copa Mundial de fútbol sala de la FIFA | Copa Mundial de fútbol sala de la FIFA |
| Año                                    | Ronda                                  | J                                      | G                                      | E                                      | P                                      | GF                                     | GC                                     |
| -------------------------------------- | -------------------------------------- | -------------------------------------- | -------------------------------------- | -------------------------------------- | -------------------------------------- | -------------------------------------- | -------------------------------------- |
| 1989 - 2004                            | No participó                           | No participó                           | No participó                           | No participó                           | No participó                           | No participó                           | No participó                           |
| 2008                                   | No clasificó                           | No clasificó                           | No clasificó                           | No clasificó                           | No clasificó                           | No clasificó                           | No clasificó                           |
| 2012                                   | No clasificó                           | No clasificó                           | No clasificó                           | No clasificó                           | No clasificó                           | No clasificó                           | No clasificó                           |
| 2016                                   | No clasificó                           | No clasificó                           | No clasificó                           | No clasificó                           | No clasificó                           | No clasificó                           | No clasificó                           |
| 2021                                   | No clasificó                           | No clasificó                           | No clasificó                           | No clasificó                           | No clasificó                           | No clasificó                           | No clasificó                           |
| 2024                                   | No clasificó                           | No clasificó                           | No clasificó                           | No clasificó                           | No clasificó                           | No clasificó                           | No clasificó                           |
| Total                                  | 0/10                                   | -                                      | -                                      | -                                      | -                                      | -                                      | -                                      |

### Campeonato de Futsal de la OFC
| Campeonato de Futsal de la OFC | Campeonato de Futsal de la OFC | Campeonato de Futsal de la OFC | Campeonato de Futsal de la OFC | Campeonato de Futsal de la OFC | Campeonato de Futsal de la OFC | Campeonato de Futsal de la OFC | Campeonato de Futsal de la OFC |
| Año                            | Ronda                          | J                              | G                              | E                              | P                              | GF                             | GC                             |
| ------------------------------ | ------------------------------ | ------------------------------ | ------------------------------ | ------------------------------ | ------------------------------ | ------------------------------ | ------------------------------ |
| 1992 - 2004                    | No participó                   | No participó                   | No participó                   | No participó                   | No participó                   | No participó                   | No participó                   |
| 2008                           | Subcampeón                     | 6                              | 4                              | 1                              | 1                              | 21                             | 12                             |
| 2009                           | No participó                   | No participó                   | No participó                   | No participó                   | No participó                   | No participó                   | No participó                   |
| 2010                           | Sexto lugar                    | 6                              | 2                              | 0                              | 4                              | 12                             | 14                             |
| 2011                           | Subcampeón                     | 5                              | 1                              | 2                              | 2                              | 15                             | 12                             |
| 2013                           | Cuarto lugar                   | 4                              | 2                              | 1                              | 1                              | 11                             | 9                              |
| 2014                           | Cuarto lugar                   | 4                              | 1                              | 1                              | 2                              | 9                              | 13                             |
| 2016                           | Tercer lugar                   | 5                              | 3                              | 0                              | 2                              | 18                             | 10                             |
| 2019                           | Tercer lugar                   | 5                              | 2                              | 1                              | 2                              | 44                             | 18                             |
| 2022                           | No participó                   | No participó                   | No participó                   | No participó                   | No participó                   | No participó                   | No participó                   |
| 2023                           | Subcampeón                     | 5                              | 3                              | 1                              | 1                              | 22                             | 13                             |
| Total                          | 8/14                           | 41                             | 18                             | 7                              | 16                             | 152                            | 102                            |